# 哈马姆利夫
哈马姆利夫（羅馬化：Ḥammām al-Anf）是位于突尼斯东北部的沿岸城鎮，也是突尼斯湾畔最热闹的渡假胜地。

## 友好城市
- 法國 吕克瑟伊莱班

- 加拿大格兰比